# Thomas Collins (Politiker, 1732)
Thomas Collins (* 1732 in Smyrna, Delaware Colony; † 29. März 1789 in Smyrna, Delaware) war ein britisch-amerikanischer Rechtsanwalt, der von 1786 bis zu seinem Tode als Präsident der Delaware General Assembly fungierte. Unter seiner Leitung ratifizierte Delaware im Jahre 1787 als erster Staat die Verfassung der Vereinigten Staaten.

## Frühe Jahre
Thomas Collins genoss eine private Erziehung, die auch eine juristische Ausbildung einschloss. Collins hat aber nie als Rechtsanwalt gearbeitet. Im Jahr 1760 erwarb er ein Anwesen, das er „Sheerness“ nannte. In den folgenden Jahren erwarb er weitere Ländereien. Aus all dem kann man schließen, dass seine unbekannt gebliebenen Eltern sehr vermögend gewesen sein mussten und ihm ein reiches Erbe hinterlassen hatten.

## Politischer Aufstieg
Zwischen 1764 und 1767 war Collins Sheriff im Kent County. Von 1767 bis 1775 war er mit Unterbrechungen Mitglied des kolonialen Parlaments der unteren Countys am Delaware River. Beim Ausbruch des Unabhängigkeitskriegs schloss er sich der amerikanischen Sache an und wurde Mitglied des verfassungsgebenden Kongresses von Delaware. Gleichzeitig trat er der Miliz bei, in der er bis zum Brigadegeneral aufsteigen sollte. Allerdings erlebte er keine wichtigen militärische Einsätze, weil er in Delaware die Schutztruppe befehligte und mit der Verteidigung der Gebiete am Unterlauf des Delaware River betraut war. Zwischen 1778 und 1782 war er Mitglied des Senats von Delaware und zeitweise dessen Präsident. Danach wurde er Richter an einem Berufungsgericht. Dieses Amt bekleidete er bis zum Jahr 1786.

## Präsident (Gouverneur) von Delaware
Im Oktober 1786 wurde Thomas Collins von der Legislative zum neuen Präsidenten seines Staates gewählt. Bis 1793 trug der Regierungschef des Staates Delaware den Titel „Präsident“, ab 1793 wurde dann die Bezeichnung „Gouverneur“ eingeführt. Thomas Collins diente seinem Staat zwischen 1786 und 1789 als Regierungschef. In seiner Amtszeit ratifizierte Delaware als erster Bundesstaat der Vereinigten Staaten die neue Verfassung. Anfang 1789 verschlechterte sich der Gesundheitszustand von Collins dramatisch. Er war ans Bett gefesselt und konnte nicht wie geplant an der Amtseinführung von George Washington als erster US-Präsident teilnehmen. Thomas Collins starb am 29. März 1789. Er war der erste Regierungschef von Delaware, der in seinem Amt verstarb. Seine Amtszeit wurde von Jehu Davis beendet. Thomas Collins hatte mit seiner Frau Sarah vier Kinder. Über seine Schwester Elizabeth war er der Schwager von John Cook, der 1783 für kurze Zeit Regierungschef in Delaware war.